# Abuczky Béla
Abuczky Béla (1945. szeptember 6. –) magyar labdarúgó.

## Pályafutása
A Diósgyőr színeiben mutatkozott be az élvonalban. Első NB I-es mérkőzésén 2–2-s döntetlent játszottak az Újpesti Dózsa ellen. 1970-ben igazolt Ózdra, ahol 1972-ig játszott. 1973-ban igazolt az NB I-be feljutott Dorogi AC csapatához. Először a harmadik fordulóban csereként lépett pályára az MTK elleni 1–1-s mérkőzésen, majd további hat alkalommal kapott bizalmat edzőjétől, Varga Jánostól. 1974-ben kiestek az első osztályból. Az NB II-ben mindössze egyszer szerepelt, mégpedig a Debrecen elleni 1–1-s összecsapáson. 1975 nyarától lett az Eger játékosa. 1976 augusztusától a Siroki Vasasban szerepelt. 1977-ben porcműtéten esett át.
A műtétje után, 1978-tól 1980-ig a Sirok trénere lett. Ezt követően a Pétervására SE edzője volt 1982 végéig. 1983-tól a Mátraderecske csapatát irányította. 1988-től 1990-ig, majd 1991-től 1992-ig a megye I-es Sirok edzője volt.